# Kuden
Kuden település Németországban, Schleswig-Holstein tartományban. Lakosainak száma 644 fő (2023. december 31.).

## Népesség
A település népességének változása:
| Lakosok száma | 542  | 652  | 625  | 607  | 576  | 605  | 621  | 644  |
|               | 1975 | 2010 | 2014 | 2017 | 2019 | 2021 | 2022 | 2023 |